# Scanning Habitable Environments with Raman and Luminescence for Organics and Chemicals
Scanning Habitable Environments with Raman and Luminescence for Organics and Chemicals o SHERLOC, (en español Escaneo de Ambientes Habitables con Raman y Luminiscencia para compuestos Orgánicos y Químicos) es un espectrómetro Raman ultravioleta que utiliza imágenes a escala fina y una luz ultravioleta (UV) de láser para determinar la mineralogía escala fina y detectar compuestos orgánicos diseñados para el Mars 2020 mission rover.